# LisaRaye

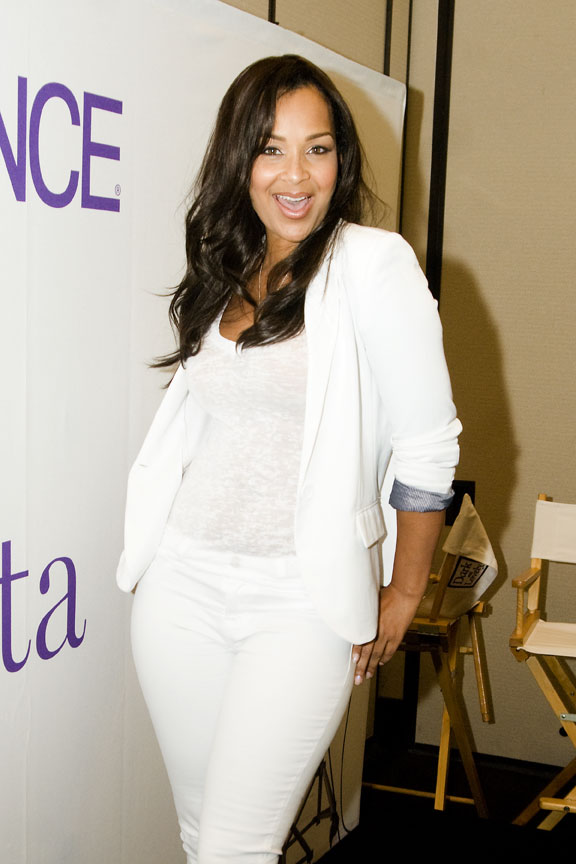
LisaRaye-McCoy (2010)

LisaRaye McCoy (* 23. September 1966 in Chicago, Illinois) ist eine US-amerikanische Schauspielerin.

## Leben und Karriere
LisaRaye McCoy wurde 1966 in Chicago, Illinois geboren. Sie besuchte die Eastern Illinois University. Ihre jüngere Halbschwester ist die US-amerikanische Rapperin Da Brat.
Sie war zwei Mal verheiratet. In ihrer ersten Ehe ging sie mit dem ehemaligen NFL-Football-Spieler Tony Martin von den New York Jets vom 23. September 1992 bis zum 31. März 1994 ein. Anschließend heiratete sie den Minister der Turks- und Caicosinseln Michael E. Misick am 8. April 2006. Diese Ehe wurde am 21. Dezember 2008 wieder geschieden. Aus einer vorherigen Beziehung stammt ihre Tochter, die am 20. Dezember 1989 geboren wurde. 
Ihr Schauspieldebüt feierte sie in dem Low-Budget-Film Reasons im Jahr 1996. Im Jahr darauf spielte sie in zwei Folgen der Fernsehserie Ein schrecklich nettes Haus mit. In dem Kurzfilm Date from Hell stand sie mit Jamie Foxx vor der Kamera. LisaRaye hatte ihre erste Hauptrolle in dem Thriller Civil Brand – Zeichen der Gewalt als Frances Shepard. In diesem Werk spielte unter anderem auch Mos Def mit. Von 2003 bis 2007 verkörperte LisaRaye in 88 Folgen die Rolle der Neesee James neben Duane Martin, der ihren Ehemann spielte. Ihre nächste Hauptrolle in einem Film hatte sie im Jahr 2005, in dem Filmdrama Envy neben dem R&B-Sänger Ray J. In einer kleinen Rolle spielte sie im gleichen Jahr in der Filmkomödie Beauty Shop mit. Dabei sah man sie neben Queen Latifah, Alicia Silverstone und Andie MacDowell vor der Kamera. In der von VH1 produzierten Fernsehserie Single Ladies spielte sie die Hauptrolle der Keisha neben Charity Shea die als April zu sehen ist.

## Filmografie (Auswahl)
- 1996: Reasons
- 1997: Ein schrecklich nettes Haus (In the House, Fernsehserie, zwei Folgen)
- 1998: The Players Club
- 1999: Jein, ich will (The Wood)
- 2001: Date from Hell (Kurzfilm)
- 2001: All About You
- 2002: Go for Broke
- 2002: Civil Brand – Zeichen der Gewalt (Civil Brand)
- 2003: Gang of Roses
- 2003: Love Chronicles
- 2003–2007: All of Us (Fernsehserie, 88 Folgen)
- 2005: Envy
- 2005: Die Prouds – Der Inselabenteuerfilm (The Proud Family Movie, Stimme)
- 2005: Beauty Shop
- 2011: Video Girl
- 2011–2015: Single Ladies (Fernsehserie, 41 Folgen)
- 2011: Hawthorne (Fernsehserie, Folge 3x06 Salsa um Mitternacht)
- 2012: The Promise (Kurzfilm)
- 2014: Lap Dance
- 2015: Skinned (auch Regie)
- 2016: Love Under New Management –The Miki Howard Story
- 2018: No More Mr Nice Guy
- seit 2018: The Family Business (Fernsehserie)
- 2019: Tales (Fernsehserie, Folge 2x01 Brothers)
- 2019: South Side (Fernsehserie, Folge 1x09 Mild Sauce Meatballs)
- 2019: Love Dot Com – The Social Experiment
- 2020: Holiday Heartbreak (Fernsehfilm)
- seit 2020: A House Divided (Fernsehserie)
- 2021: Twice Bitten
- 2021: For the Love of Money
- 2022: Greed – A Seven Deadly Sins Story (Fernsehfilm)
- 2022: You Married Dat
- 2022: The Royal
- 2022: Single Not Searching